# Brevik
Brevikⓘ ist eine Ortschaft mit etwa 2700 Einwohnern im Süden der Provinz Telemark in Süd-Norwegen. Sie wurde ab dem 1. Januar 1838 selbstständige Gemeinde im Sinne des Formannskapsdistrikt von 1837 und wurde zum 1. Januar 1964 als Ortsteil in die etwa zehn Kilometer nördlich gelegene, deutlich größere Kommune Porsgrunn eingemeindet.

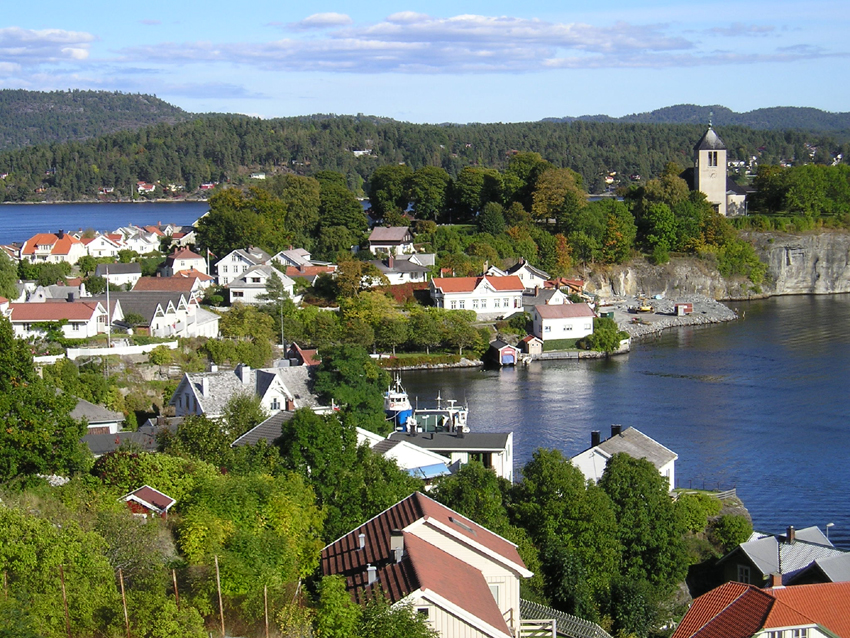
Brevik

Der Ort liegt am Südende der Halbinsel Eidanger (Eidangerhalvøya), die einen Fjord zweiteilt. Die altnordische Form des Namens lautete Breiðvík, wobei das erste Element breiðr so viel wie „breit“ bedeutet und die Endung vík für „Einlass“ steht.
Brevik gilt als eine der am besten erhaltenen Städte aus der Zeit der Segelschiffe und war früher Export-Zentrum für Eis und Holz. Die letzte Holzlieferung in das Vereinigte Königreich datiert etwa auf 1960.
Brevik war Endpunkt der Bahnstrecke Eidanger–Brevik. Die Strecke wurde am 15. Oktober 1895 durch König Oscar II. eröffnet. Der Personenverkehr auf der Gesamtstrecke endete 1968. Der Bahnhof in Brevik wurde am 1. Dezember 1982 geschlossen. Das 1917 errichtete Bahnhofsgebäude ist denkmalgeschützt und wird heute vom Telemark Museum und der Stiftung Porsgrunnsmuseene genutzt.
Der Begriff „Brevik“ gelangte im März 2012 in die deutschen und norwegischen Schlagzeilen, als in Chemnitz ein Geschäft der bei Neonazis beliebten Modemarke Thor Steinar unter dem Namen Brevik öffnete, angeblich dem Namen der Stadt. Grund für das Aufsehen war die Ähnlichkeit mit dem Nachnamen Breivik des Urhebers der Anschläge in Norwegen 2011. Nachdem starke öffentliche Proteste eine Schließung des Ladens gefordert hatten, wurde dieser von den Inhabern eine Woche nach der Eröffnung umbenannt.

## Söhne und Töchter der Stadt
- Cort Adeler (1622–1675), norwegisch-dänischer Admiral
- Johan Castberg (1862–1926), Richter und Sozialpolitiker
- Eigil Kragh Christiansen (1894–1943), Segler
- Jon Gjønnes (1931–2021), Physiker im Bereich der Kristallographie
- Finn Kristensen (* 1936), Politiker